# گاتری سنتر (آیووا)
گاتری سنتر (به انگلیسی: Guthrie Center) شهری در ایالت آیووا کشور ایالات متحده آمریکا است که جمعیت آن در سرشماری سال ۲۰۱۰ میلادی، ۱٬۵۶۹ نفر بوده‌است.